# Tomești (Iași)
Pour les articles homonymes, voir Tomești.
Tomești est une commune roumaine située dans le județ de Iași.